# 志水宏吉
志水 宏吉（しみず こうきち、1959年 - ）は日本の教育学者。大阪大学大学院人間科学研究科教授。専攻は教育社会学・学校臨床学。現在の研究テーマは「学校文化に関する比較社会学的研究」。兵庫県出身。

## 来歴・人物
兵庫県西宮市生まれ。1977年麗澤瑞浪高等学校卒業、1981年東京大学教育学部卒業、2001年東京大学大学院教育学研究科博士課程修了、博士（教育学）。
1986年大阪大学人間科学部助手、1988年から大阪教育大学教育学部講師、1994年助教授に昇格、1996年から東京大学教育学部助教授、2003年から大阪大学大学院人間科学研究科教育文化学研究室助教授、2004年教授に昇格。

## 門下生
- 二羽泰子

## 著書

### 単著
- 『変わりゆくイギリスの学校』（東洋館出版社、1994年）
- 『教育のエスノグラフィー―学校現場のいま』（嵯峨野書院、1998年）
- 『のぞいてみよう!今の小学校―変貌する教室のエスノグラフィー』（有信堂高文社、1999年）
- 『学校文化の比較社会学--日本とイギリスの中等教育』（東京大学出版会、2002年）
- 『公立小学校の挑戦--「力のある学校」とは何か』（岩波ブックレット、2003年）
- 『学力を育てる』（岩波新書、2005年）
- 『公立学校の底力』（ちくま新書、2008年）
- 『高校を生きるニューカマー―大阪府立高校にみる教育支援』（明石書店、2008年）
- 『全国学力テスト--その功罪を問う』（岩波ブックレット、2009年）
- 『エスニシティと教育 (リーディングス日本の教育と社会)』（日本図書センター、2009年）
- 『「力のある学校」の探究』（大阪大学出版会、2009年）
- 『「つながり格差」が学力格差を生む』（亜紀書房、2014年）
- 『学力格差を克服する』(ちくま新書、2020年)
- 『ペアレントクラシー:「親格差時代」の衝撃』(朝日新書、2022年)　ほか。

### 共編著
- （徳田耕造）『よみがえれ公立中学--尼崎市立「南」中学校のエスノグラフィー』（有信堂高文社、1991年）
- （藤田英典）『変動社会のなかの教育・知識・権力―問題としての教育改革・教師・学校文化』（新曜社、2000年）
- （清水睦美）『ニューカマーと教育―学校文化とエスニシティの葛藤をめぐって』（明石書店、2001年）
- （苅谷剛彦ほか）『調査報告「学力低下」の実態』 (岩波ブックレット、2002年)
- （近藤邦夫）『学校臨床学への招待--教育現場への臨床的アプローチ』（嵯峨野書院、2002年）
- （苅谷剛彦）『学校臨床社会学--「学力問題」をどう考えるか』（放送大学教育振興会、2003年）
- （苅谷剛彦）『学力の社会学』（共編著、岩波書店、2004年）
- （苅谷剛彦ほか）『格差社会と教育改革』 （岩波ブックレット、2005年）